# Arneburg
Arneburg è una città della Sassonia-Anhalt, in Germania.

Appartiene al circondario (Landkreis) di Stendal (targa SDL) ed è parte della comunità amministrativa (Verwaltungsgemeinschaft) di Arneburg-Goldbeck.

## Geografia antropica

### Suddivisioni amministrative
Arneburg si divide in 3 zone, corrispondenti all'area urbana e a 2 frazioni (Ortsteil):
- Arneburg (area urbana)
- Beelitz
- Dalchau